# Walter von Hülsen
Walter von Hülsen (* 20. Mai 1863 in Cosel; † 13. März 1947 in Lindhorst) war ein deutscher General der Infanterie der Reichswehr.

## Leben

### Familie
Er entstammte dem Adelsgeschlecht von Hülsen und war der Sohn des preußischen Oberstleutnants Hermann von Hülsen (1816–1867) und dessen zweiten Ehefrau Helene, geborene von Clausewitz. Der spätere Generalleutnant Bernhard von Hülsen (1865–1950) war sein Bruder.
Hülsen verheiratete sich am 1. März 1893 in Dresden mit Irmgard von Keudell (1874–1955), Tochter des ostelbischen Gutsbesitzers Franz von Keudell (1842–1903) und der Madlene von Sanden (1848–1927). Aus der Ehe ging u. a. der spätere Generalmajor Heinrich-Hermann von Hülsen (1895–1982) hervor. Elise von Keudell war seine Schwägerin, Gustav von Keudell sein Schwager.

### Militärkarriere
Hülsen trat am 16. April 1881 aus dem Kadettenkorps kommend als Sekondeleutnant in das 4. Garde-Regiment zu Fuß der Preußischen Armee ein. Vom 4. Dezember 1886 bis 13. Februar 1888 war er Adjutant des Füsilier-Bataillons, wurde anschließend in das Königin Augusta Garde-Grenadier-Regiment Nr. 4 versetzt und hier am 19. September 1888 zum Premierleutnant befördert. Von Oktober 1889 bis Juli 1892 folgte seine Kommandierung an die Kriegsakademie und nach kurzzeitigen Truppendienst ab 1. April 1893 zum Großen Generalstab. Mit seiner Beförderung zum Hauptmann am 14. September 1893 wurde Hülsen als Kompaniechef in das 3. Garde-Regiment zu Fuß versetzt. Er war dann vom 18. Oktober 1901 bis 15. Juni 1905 Adjutant beim Generalkommando des X. Armee-Korps in Hannover. Zwischenzeitlich zum Major befördert, fungierte Hülsen anschließend als Kommandeur des II. Bataillons im 2. Garde-Regiment zu Fuß und kam am 27. Oktober 1908 zum Stab des Königin Augusta Garde-Grenadier-Regiments Nr. 4. Hier folgte am 13. September 1911 seine Beförderung zum Oberst und als solcher wurde er schließlich am 20. Februar 1912 zum Kommandeur des 4. Garde-Regiment zu Fuß ernannt. Für seine Leistungen erhielt Hülsen im Juni 1914 den Kronenorden II. Klasse. Kurz darauf von seinem Kommando entbunden, wurde er am 4. Juli 1914 mit der Beförderung zum Generalmajor zum Kommandeur der 43. Infanterie-Brigade in Kassel ernannt.

#### Erster Weltkrieg
Nach Ausbruch des Ersten Weltkriegs marschierte Hülsen mit dieser Brigade am 4. August 1914 im Verbund mit der 22. Infanterie-Division in das neutrale Belgien ein. Dort wurde ihm auch die 38. Infanterie-Brigade unterstellt, mit der er sich, den Südflügel bildend, an der Eroberung von Lüttich beteiligen sollte. Während eines Nachtkämpfes vom 5. auf den 6. August 1914 wurde Hülsen durch einen Bajonettstich verwundet und von seinen Truppen zurückgelassen. Belgier schafften ihn tagsüber nach Tilff, von wo er jedoch nach einigen Tagen entkommen konnte, sich zurückschlug und wieder das Kommando über seine Brigade übernahm. Mit ihr beteiligte sich Hülsen vom 22. bis 25. August 1914 noch an der Eroberung von Namur, bevor er in den Osten verlegt wurde. Hier kämpfte er zunächst in der Schlacht an den Masurischen Seen und im Oktober bei Opatów, Iwangorod und an der Rawka. Nach der Schlacht um Łódź gingen seine Truppen im Dezember 1914 in den Stellungskrieg über und konnten im März 1915 einen Durchbruchversuch russischer Kräfte erfolgreich abschlagen. Mit der Brigade blieb er weiterhin an der Ostfront im Einsatz und wurde schließlich am 30. Juli 1916 zum Kommandeur der 19. Infanterie-Division ernannt. Im Anschluss an die Kämpfe am oberen Styr und Stochod verlegte Hülsen im November 1916 wieder an die Westfront. Hier nahm er an den Kämpfen an der Aisne teil. Dann aus der Front gezogen, war der Großverband vom 23. Dezember 1916 bis Mitte Januar 1917 als Reserve der OHL bei der 3. Armee und lag dann in Stellungskämpfen in der Champagne. Während der Schlacht an der Aisne behaupteten seine Truppen den ihnen zugewiesenen Frontabschnitt gegen mehrfache französische Angriffe. Daran schloss sich wieder Stellungskämpfe vor Reims und in der Champagne an, bevor die Division ab September 1917 vor Verdun zum Einsatz kam. Ab Anfang März 1918 bereitete sich Hülsens Großverband bei der 2. Armee auf die Deutsche Frühjahrsoffensive vor. Einen Tag nach dem Beginn der Offensive wurde Hülsen am 22. März 1918 zum Generalleutnant befördert und konnte in deren Verlauf südlich von Péronne die Somme überqueren und bis vor Amiens vorstoßen. Dabei wurde die englische 50. Division überrannt und sechzig Geschütze, sieben Tanks sowie 1000 Gefangene eingebracht. Für diese Leistung wurde Hülsen am 9. April 1918 durch Wilhelm II. die höchste preußische Tapferkeitsauszeichnung, der Orden Pour le Mérite verliehen. Nach Beendigung der deutschen Angriffsbemühungen stand seine Division ab 7. April 1918 in permanenten Abwehrkämpfen, zuletzt in der Antwerpen-Maas-Stellung.

#### Reichswehr
Nach Kriegsende führte Hülsen die Reste seiner Division über Linz am Rhein nach Marburg und von dort in die Garnison nach Hannover zurück. Er verblieb noch einige Zeit als Kommandeur des demobilisierten Großverbandes und wurde im Mai 1919 mit der Führung der Reichswehr-Brigade 10 der Vorläufigen Reichswehr beauftragt. Diese Stellung behielt er auch nach der im Oktober 1919 erfolgten Verschmelzung und Umgliederung mit der Reichswehr-Brigade 36 bei. Während des Kapp-Putsches verhielt sich Hülsen loyal zur Regierung Ebert. Als Militärbefehlshaber in Hannover setzte er in der Nacht vom 15. auf den 16. März 1920 Truppen der Reichswehr ein, um den sogenannten Welfenputsch zu verhindern. Der Putschversuch endete bereits am 17. März. Am 1. Oktober 1920 wurde er zum Oberbefehlshaber des Gruppenkommandos II in Kassel ernannt. In dieser Stellung folgte am 16. Juni 1921 mit Rangdienstalter vom 1. Oktober 1920 noch seine Beförderung zum General der Infanterie. Infolge des Londoner Ultimatums vom 5. Mai 1921 und der Ausführungsbestimmung der Interalliierten Militär-Kontrollkommission, die zu Veränderungen in der Organisation der Reichswehr führte, wurde Hülsen am 3. August 1921 aus dem aktiven Dienst entlassen.

### Zivilleben
Hülsen betätigte sich nach seiner Verabschiedung als Ehrenvorsitzender des Kriegerbundes für Kurhessen und Waldeck und gehörte 1934/35 zu den Mitbegründern des Kurhessischen Heeresmuseums in Kassel.